# Dandya balsensis
Dandya balsensis là một loài thực vật có hoa trong họ Măng tây. Loài này được A.R.López-Ferrari & Espejo mô tả khoa học đầu tiên năm 1992.